# Eugenia porphyrantha
Eugenia porphyrantha là một loài thực vật thuộc họ Myrtaceae. Đây là loài đặc hữu của Malaysia.